# Хакерский манифест
«Хакерский манифест» (англ. A Hacker Manifesto) — это критический манифест, написанный философом и публицистом австралийского происхождения Маккензи Уорк. Манифест представляет собой острую критику процесса коммодификации (от англ. commodity — товар, произведенный для реализации) информации, то есть превращения информации в товар, в эпоху глобализации и цифровой культуры. Уорк развивает идеи Карла Маркса и выделяет класс хакеров — тех представителей общества, которые с помощью взлома (это совсем не обязательно компьютерный взлом) противостоят процессу превращения информации в товар. Манифест был впервые опубликован в 2004 году в Соединённых Штатах Америки.

## Структура, жанр и отсылки
Манифест включает в себя 17 глав. Каждая глава состоит из пронумерованных параграфов (389 параграфов в общей сложности). Эпиграммный характер манифеста напоминает «Общество спектакля» Ги Дебора — французского философа, сильно повлиявшего на взгляды Уорка.
Первое предложение «Хакерского манифеста» звучит следующим образом: «Тень пугает мир, это тень абстракции». Это прямая отсылка к «Манифесту Коммунистической партии» Маркса и Энгельса, начинающемуся со слов «Призрак бродит по Европе — призрак коммунизма». Уорк развивает идеи Маркса и Энгельса, добавляя к уже выделенным Марксом и Энгельсом классам два новых — класс хакеров и класс векторалистов.
Жанр произведения определён уже в названии — это манифест. «Хакерский манифест» — это публичное представление нового взгляда и призыв к культурной борьбе для победы в борьбе классовой.

## Язык
Язык произведения нельзя назвать сложным в сравнении с другими философскими текстами постструктурализма. Тем не менее иногда непросто понять, что именно Уорк имела в виду, используя тот или иной термин. Уорк сама признаётся, что, работая над Манифестом, она увлеклась языковой игрой. «Я бы сказала, он [манифест — прим. перев.] написан на Европейском — воображаемом языке, — говорит Уорк, — состоящем в равной степени из церковной латыни, марксизма и делового английского».
Короткие параграфы, складывающиеся в маркерный список, помогают выразить объемную и сложную мысль в минимальном количестве слов.
Произведение во многом вдохновлено работами Маркса, поэтому в нем много манифестной лексики.

## Оглавление
Манифест состоит из 17 глав. Если посмотреть на оглавление в оригинале, то можно увидеть, что главы расположены в алфавитном порядке.
1. Абстракция (Abstraction)
2. Класс (Class)
3. Образование (Education)
4. Хакинг (Hacking)
5. История (History)
6. Информация (Information)
7. Природа (Nature)
8. Производство (Production)
9. Собственность (Property)
10. Репрезентация (Representation)
11. Бунт (Revolt)
12. Государство (State)
13. Субъект (Subject)
14. Избыток (Surplus)
15. Вектор (Vector)
16. Мир (World)
17. Труды (Writings)

## Основные понятия и идеи
Абстракция и класс хакеров
По Уорку, новая информация появляется благодаря хакингу, то есть взлому, а хакинг начинается с того, что хакеры называют «абстракцией» — созданием новых отношений из различных сущностей, не связанных между собой.
Хакеры, взламывая необработанные данные, создают концепции, восприятия и ощущения. Все что угодно, — будь то «программирование, язык, поэтический язык, математика или музыка, графики или цветовосприятие», — предстаёт для хакеров в виде кода, который можно взломать. С помощью взлома хакеры дают возможность новому появиться в мире. То, что они создают, совсем необязательно является чем-то «великим» или «даже просто хорошим», но это обязательно что-то новое в сферах науки, культуры, искусства, философии или в любой области производства знаний, из которой можно получить данные.
Уорк утверждает, что новая информация получается благодаря взлому. Неважно, является ли человек программистом, философом, учителем, музыкантом, физиком. Если человек занимается производством новой информации, он в любом случае занимается взломом. В этом смысле хакеры — создатели, творцы, которые привносят новое в мир.
Класс векторалистов
Главной помехой для создания мира, где информация бесплатна, где нет ее дефицита, Уорк называет класс векторалистов. В названии класса подчеркивается контроль, который представители векторального класса имеют над векторами (то есть различными каналами и сетями, в которых циркулирует информация). Класс векторалистов превращает информацию в собственность, а из-за собственности возникают неравенство и возможность контроля. Векторалисты поддерживают контроль благодаря активной борьбе с хакерами, которая ведется для того, чтобы лишить их интеллектуальной собственности. Эта борьба реализуется с помощью законов патентного и авторского права, которые созданы, чтобы забрать у хакеров плоды их трудов.
Коммодификация информации
Коммодификация информации, то есть превращение информации в товар, представляет собой то, как информация, которая была бесплатной, присваивается классом векторалистов. Уорк утверждает, что бесплатная информация — это не товар, а состояние эффективного распределения ресурсов. Превращение информации в товар, по мнению Уорка, означает порабощение мира интересами тех, чья прибыль зависит от дефицита информации, — то есть интересами векторалистов. Получается, когда информация становится товаром, большая часть общества способна получать только ту информацию, которую даёт класс векторалистов.
Как уже раньше упоминалось, класс хакеров создает новую информацию, свободную от ограничений собственностью. Тем не менее эта информация потом используется векторальным классом, владеющим средствами создания информации в промышленных масштабах. Хакеры и векторалисты не всегда выступают как абсолютные противоположности. Они могут найти компромисс в свободном течении информации и получении материальных благ от информации для финансирования ее развития.
Уорк отмечает, что классы хакеров и рабочих имеют много общего, однако их классовые сознания неодинаковы. Если для рабочего основными вопросами являются солидарность и равенство, то хакер хочет различия, признания своих достижений «коллегами». Это делает хакера подверженным влиянию буржуазного индивидуализма, пропагандируемого векторальным классом.

## Реакция и оценка
«Хакерский манифест» Уорка можно назвать «Манифестом Коммунистической партии 2.0». По сути, «Хакерский манифест» — попытка обновить содержание марксистской теории в новых обстоятельствах цифровой эпохи. — Джулиан Диббел, американский журналист и писатель
«Хакерский манифест» станет источником провокационных идей и реальных изменений для мира, в котором всё превратилось в товар. — Вильям Соколов, «Political Theory»
Уорк отвечает на вопросы, поставленные распространением цифровой культуры. Он возвращается к
понятиям Маркса и добавляет к ним в качестве приправы понятия Дебора и Гаутарри. Миллионы молодых людей нелегально скачивают информацию из интернета, поэтому Уорк замечает, какие возможности есть у революционной политики, основанной на хаотической циркуляции информации, освобождённой от прав собственности. — Эрик Ианнелли, литературно-критический журнал «The Times Literary Supplement»
Писатели, художники, биотехнологи и разработчики программного обеспечения принадлежат «классу хакеров» и видят общие ценности в открытости и свободе. В то время как «векторалисты» и «правящие классы» стремятся к сдерживанию, контролю и доминированию. Уорк по-новому анализирует напряжение, существующее между слабо развитым и чересчур развитым мирами, анализирует их отношение к избытку и недостатку, а также их восприятие стремления к обновлению. — Майкл Дженсен, «The Chronicle of Higher Education»